# Anthony C. Grayling
Anthony Clifford Grayling, född 3 april 1949 i Luanshya, är en brittisk filosof och författare. Han var professor i filosofi vid Birkbeck, University of London, innan han år 2011 grundade New College of the Humanities.

## Biografi
Grayling avlade år 1981 doktorsexamen vid Magdalen College med avhandlingen Epistemological Scepticism and Transcendental Arguments. Mellan 2005 och 2011 var han professor i filosofi vid Birkbeck, University of London. Sistnämnda år grundade Grayling New College of the Humanities at Northeastern, ett privat college i London.
År 2017 utnämndes Grayling till kommendör av Brittiska imperieorden.